# プロコピウス

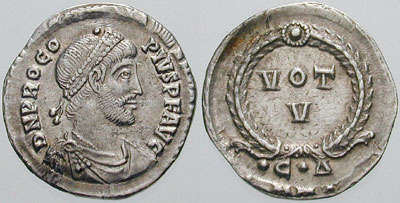
プロコピウス

プロコピウス（Procopius, 326年 - 366年5月27日）は、365年にコンスタンティノープルでローマ皇帝と宣言された人物（在位：365年 - 366年）。コンスタンティヌス朝に分類される。ユリアヌスの従兄弟。

## 略歴
プロコピウスはキリキアの良い家柄に生まれたとされる。初めはローマ皇帝コンスタンティウス2世の下でトリブヌス・ミリトゥムを務め、その後はユリアヌスの下でマギステル・ミリトゥムを務めた。プロコピウスはユリアヌスの従兄弟であったことに加えユリアヌスと同様に古代ギリシア・古代ローマの伝統宗教を信仰していたこともあり、ユリアヌスとは特に親しい間柄だった。そのためプロコピウスは多くの人々からユリアヌスの後継者と考えられており、363年にユリアヌスがサーサーン朝との戦いで戦死したときには、プロコピウスが事前にユリアヌスから後継者に指名されていたという噂が流れるほどだった。しかしユリアヌスの戦死後、コンスタンティウス2世に取り立てられた将軍たちとユリアヌスによって取り立てられた将軍たちとの主導権争いの妥協案としてヨウィアヌスがローマ皇帝に選出されると、プロコピウスはヨウィアヌスから競争者とみなされることを警戒して自ら引退を願い出た。ローマ皇帝と宣言されたヨウィアヌスは間もなく死亡し、364年初頭、今度はウァレンティニアヌス1世がローマ皇帝に選出された。
ウァレンティニアヌス1世は実弟のウァレンスを共同皇帝に取り立ててウァレンスに東方領土を任せたが、ウァレンスは新皇帝の実弟であるという以外には全く目立ったところのない下級士官で、ウァレンスのローマ皇帝への抜擢は正当性に乏しかった。そのためウァレンスは不人気な皇帝で、プロコピウスが既にカッパドキアのカエサリアで隠棲していたにもかかわらず、ウァレンスはプロコピウスの人気を警戒してプロコピウスの逮捕を命じた。追っ手を差し向けられたプロコピウスはコンスタンティノープルへと逃亡し、ゴート人の守備隊によって迎え入れられた。プロコピウスはコンスタンティノープルで軍団の歓呼を受け、365年9月28日にコンスタンティノープル元老院からローマ皇帝と宣言された。コンスタンティノープル元老院がプロコピウスを皇帝と宣言した場にはコンスタンティウス2世の妻ファウスティナと彼女の娘コンスタンティアも同席しており、当時プロコピウスがコンスタンティヌス家の正当な相続人であると認識されていたことを示唆している。
ローマ皇帝と宣言されたプロコピウスはコンスタンティヌス家の相続人であることを利用してゴート人の指導者アタナリックから3000人の援軍を受け、瞬く間にトラキアとビテュニアを支配下におさめた。しかしアラマンニ人の将軍ゴモアリウスの裏切りにあってティアティラやナコレイアの会戦でウァレンスに敗北し、後に捕らえられて366年5月27日に処刑された。プロコピウスの死後にはプロコピウスの支持者の一人マルケルスがローマ皇帝を名乗ってウァレンスに抵抗したが、マルケルスも同年中に捕らえられて処刑された。その後しばらくアタナリックがウァレンスと争っていたが、369年にウァレンスよりアタナリックに有利な条件が提示され、アタナリックもウァレンスとの講和に応じた。